# Giuseppe Del Campo
Giuseppe Del Campo (Cortile San Martino, 9 aprile 1890 – Milano, 11 novembre 1950) è stato un violoncellista e direttore d'orchestra italiano.

## Biografia
Nacque da Achille e da Clementina Paini, in una famiglia della piccola nobiltà parmense, dalla quale ricevette precocemente una buona educazione musicale. A nove anni entrò nel conservatorio di Parma come convittore e studiò violoncello con Leandro Severino Carini, pianoforte complementare con Guido Alberto Fano e composizione con Amilcare Zanella. Nel 1909 si diplomò con lode in violoncello, vincendo inoltre la borsa di studio messa a disposizione dal maestro Cleofonte Campanini.
Iniziò la carriera musicale da concertista ma poi preferì suonare come "violoncello di fila" e fu in orchestre dirette da Luigi Mancinelli, Cleofonte Campanini e Pietro Mascagni finché, nel 1913, Arturo Toscanini lo chiamò a far parte, in qualità di "primo violoncello", nell'orchestra da lui diretta a Busseto in occasione della celebrazione del centenario verdiano. In seguito venne scritturato nell'orchestra del Teatro Regio di Parma. In questo teatro, nel dicembre 1915 debuttò come direttore d'orchestra quando fu chiamato a sostituire l'indisposto maestro Giuseppe Podestà, nella direzione dell’“Andrea Chénier” di Umberto Giordano. La Gazzetta di Parma recensì favorevolmente la serata e lodò l'esordiente maestro.
Nel 1922 diresse ancora le orchestre del Teatro Comunale di Reggio Emilia e del Teatro Regio di Parma. Nel 1926 gli venne affidata la direzione della stagione lirica autunnale del Teatro Comunale di Bologna che comprendeva gli impegnativi allestimenti del “Boris Godunov” di Modest Mussorgskij, “La Gioconda” di Amilcare Ponchielli e “Salomè” di Richard Strauss che raccolsero unanimi consensi che costituirono il crisma della sua raggiunta maturità direttoriale raggiunta maturità direttoriale. Infatti, successivamente fu chiamato a dirigere nei maggiori teatri italiani fino al Teatro alla Scala di Milano quando, in occasione della stagione 1936, fu uno dei direttori principali assieme a Gino Marinuzzi e Giuseppe Antonicelli. A conclusione di questa stagione, Del Campo condusse in tournée nei teatri di Bologna e di Parma il complesso orchestrale e corale scaligero in una edizione della “Messa da requiem” di Giuseppe Verdi con cantanti quali Maria Caniglia, Ebe Stignani, Aurelio Marcato e Tancredi Pasero.
Mostrò attenzione per i musicisti a lui contemporanei. Il 10 dicembre 1936 diresse la prima rappresentazione della “Imelda dei Lambertazzi” di Adolfo Gandino e, l'anno successivo, quella della “Ginevra degli Almieri” di Mario Peragallo. Il 7 dicembre 1939 la prima di “Fabiano”, una leggenda spirituale romagnola, musicata da Francesco Balilla Pratella. Nel 1940 diresse al Teatro comunale di Trieste “La Fiamma” di Ottorino Respighi e la “Dafni” di Giuseppe Mulè. Nel 1941 al Teatro Carlo Felice di Genova, ancora di Mario Peragallo diresse “Lo Stendardo di San Giorgio” e, di Lodovico Rocca,“Il Monte Ivnor”.
Durante l'inverno 1943-1944 diresse l'orchestra della  Scala, distrutta dai bombardamenti, ospitata al Teatro Lirico di Milano. Nel 1945 una grave infermità lo costrinse a interrompere la sua attività. Salì ancora una volta sul podio l’8 gennaio 1949 per dirigere  “Aida” di Giuseppe Verdi, ma fu l’ultima. Morì a Milano l’11 novembre 1950.

### Annotazioni
1. ↑  Il critico della "Gazzetta" rilevò “...la bellissima sensibilità del suo temperamento, conducendo l'orchestra con precisione piena di slancio, animando lo spartito con sincerità di sentimento, ottenendo dai cantanti passionalità d'accenti e sicurezza d'attacchi...”

### Fonti
1. 1 2 3 4 5 6   Cesare Corsi, Giuseppe Del Campo, su treccani.it, 26 novembre 1950. URL consultato il 2023-03-un06.
2. 1 2   Gaspare Nello Vetro, Giuseppe del Campo, su Casa della Musica, Dizionario dei musicisti del Ducato di Parma e Piacenza, 25 luglio 2005. URL consultato il 6 marzo 2023.